# Mihail Ștefan Botez
- Articolul se referă matematicianul și pedagogul român, Mihail Ștefan Botez.  Pentru alte persoane, cu același prenume și același nume de familie, vedeți Mihai Botez (dezambiguizare).

Mihail Ștefan Botez (n. 1902 – d. ?) a fost un matematician român cu contribuții deosebite în domeniul geometriei descriptive.

## Biografie
S-a născut la Târgu Ocna.  A studiat la Bârlad și București.  În 1925 este licențiat în matematică.
O perioadă activează ca profesor la Piatra Neamț ca în 1934 să obțină doctoratul în matematică la Genova.
În 1942 este numit profesor titular la Politehnica Iași și apoi la Catedra de Geometrie Descriptivă și Matematici Generale.
În 1947 devine profesor de analiză matematică la Institutul Agronomic din București, iar în 1953 este numit șef de catedră la Institutul de Construcții.

## Activitate științifică
A dat expresia analitică a perspectivei newtoniene a poligoanelor plane sau strâmbe, în ipoteza că această perspectivă este un contur poligonal.
A studiat aspectul ciclografic al translațiilor și rotațiilor, determinând invarianții ciclici ai acestor transformări.

## Scrieri
Botez a publicat peste 40 de lucrări, memorii, articole etc., între care:
- Geometria descriptivă, curs predat la Universitatea Tehnică Gheorghe Asachi din Iași, care este prima carte din acest domeniu în limba română pentru învățământul superior
- 1947: Studiul geometriei descriptive acum 100 de ani în România
- Geometria descriptivă, Editura Didactică și Pedagogică, 1963.
- Probleme de geometrie, 256 p., Editura Tehnică, București, 1976